# Svidnička
Svidnička (węg. Kisfagyalos) – wieś (obec) na Słowacji w kraju preszowskim, powiecie Svidník.
Svidnička położona jest w historycznym kraju Szarysz na szlaku handlowym z Węgier do Polski. Pierwsze wzmianki o wsi pochodzą z roku 1559 i 1572. Z zabytków klasycystyczny kościół greckokatolicki wybudowany w roku 1815, doznał poważnych uszkodzeń podczas II wojny światowej.